# Cheiracanthium murinum
Cheiracanthium murinum là một loài nhện trong họ Miturgidae.
Loài này thuộc chi Cheiracanthium. Cheiracanthium murinum được Tord Tamerlan Teodor Thorell miêu tả năm 1895.